# ممه‌دل
ممه‌دل، روستایی از توابع بخش مرکزی شهرستان میاندوآب در استان آذربایجان غربی ایران است.
این روستا قطب تولید گیاه کاهو در منطقه محسوب میشود.
سرشماری ملی سال 2006، جمعیت آن 3273 نفر در 731 خانوار بوده است.  سرشماری زیر در سال 2011 تعداد 3555 نفر در 984 خانوار بود.  آخرین سرشماری در سال 2016 جمعیت 3821 نفر در 1170 خانوار را نشان داد. این روستا پرجمعیت ترین روستای دهستان آن بود. 

## جمعیت
این روستا در دهستان زرینه‌رود شمالی قرار دارد و براساس سرشماری مرکز آمار ایران در سال ۱۳۸۵، جمعیت آن ۳٬۲۷۳ نفر (۷۳۱ خانوار) بوده‌است.